# 삼바르호

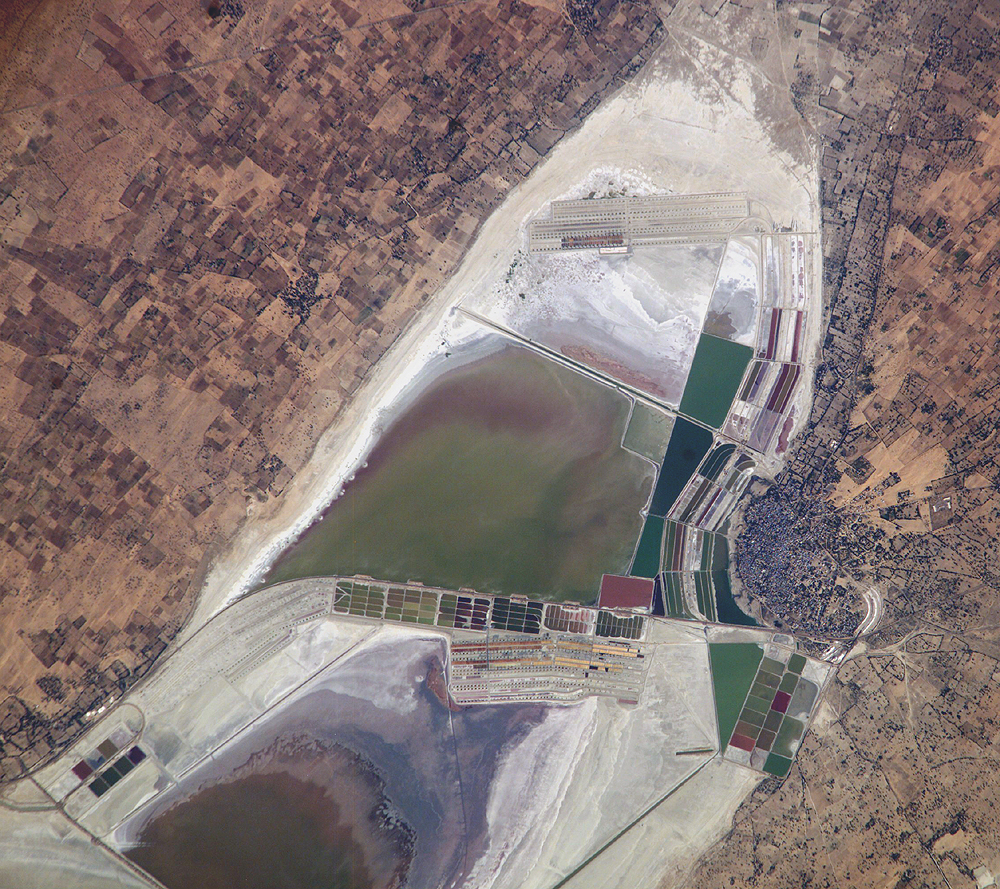
삼바르호 위성사진

삼바르호(Sambhar Salt Lake)는 인도 라자스탄주 북서부에 위치한 염호이다. 인도 최대의 염호로도 불린다. 1990년 3월 23일 할당되었으며 참조 번호는 464이다.

## 개요
집수 면적은 5,700km2에 달하며 계절에 따라 호수의 넓이는 약 190~230km2 정도이다. 호수 바닥에는 퇴적층이 있는데, 수용성 나트륨화합물질이 있다. 이는 홍수 때에 강물이 범람하여 축적된 것이다. 무굴시대부터 소금이 채취되었다는 기록이 있으며, 이후 자이푸르, 조드푸르 공국의 소유가 되어 지금에 이르고 있다.

## 같이 보기
- 염호